# Оппонентная теория
Оппонентная теория — это теория цвета, которая утверждает, что зрительная система человека интерпретирует информацию о цвете, обрабатывая сигналы от колбочек и палочек антагонистическим образом. Оппонентная теория цвета предполагает, что есть три оппонентных канала, через которые объединены фоторецепторы, чтобы образовать три пары противоположных цветов: красный против зелёного, жёлтый против синего и чёрный против белого (последний является ахроматическим и определяет тёмно-светлые изменения, или яркость). Впервые она была предложена в 1892 немецким физиологом Эвальдом Герингом.

Оппонентные цвета, основанные на эксперименте NCS. Протанопы и дейтеранопы не видят большой разницы между двумя цветами в среднем столбце. Тританопы же - в последнем столбце. Разницу в первом столбце (между чёрным и белым) различают все зрячие.

Оппонентная теория объясняет цветовое зрение как результат нейронного соединения фоторецепторов. Оппонентная теория применяется к разным уровням нервной системы. Как только нервная система выходит за пределы сетчатки к мозгу, природа клетки меняется, и клетка реагирует оппонентным образом. Например, зеленый и красный фоторецепторы могут послать сигнал зелёно-красной клетке-оппоненту дальше по системе. Ответы на один цвет канала оппонента антагонистичны откликам на другой цвет. То есть противоположные оппонентные цвета никогда не воспринимаются вместе — нет ни «зеленовато-красного», ни «жёлтовато-синего».
В то время как трёхкомпонентная теория определяет способ, которым сетчатка глаза позволяет зрительной системе определять цвет с помощью трёх типов колбочек, оппонентная теория объясняет механизмы, которые получают и обрабатывают информацию от колбочек. Хотя первоначально считалось, что трёхкомпонентная и оппонентная теории противоречат друг другу, позже стало понятно, что механизмы, ответственные за оппонентный процесс, получают сигналы от трех типов колбочек и обрабатывают их на более сложном уровне.
Помимо колбочек, которые обнаруживают свет, попадающий в глаз, биологическая основа оппонентной теории включает два других типа клеток: биполярные клетки и ганглиозные клетки. Информация от колбочек передается биполярным клеткам сетчатки, которые могут быть клетками оппонентного процесса, преобразующими информацию от колбочек. Затем информация передается ганглиозным клеткам, которые делятся на два основных класса: крупноклеточные и мелкоклеточные. Мелкоклеточные клетки, или Р-клетки, обрабатывают большую часть информации о цвете и делятся на две группы: одна обрабатывает информацию о различиях между возбуждением L- и M-колбочек, а другая обрабатывает различия между S-колбочками и комбинированный сигнал от обеих L- и М-колбочек. Первый подтип клеток отвечает за обработку красно-зелёных различий, а второй — сине-жёлтых различий. Р-клетки также передают информацию об интенсивности света (его количестве) благодаря своим рецептивным полям. 

## История
Иоганн Вольфганг фон Гёте впервые изучил физиологический эффект противоположных цветов в своей «Теории цветов» в 1810 году. Гёте расположил свой цветовой круг симметрично: «цвета, диаметрально противоположные друг другу на этой диаграмме, — это те, которые взаимно вызывают друг друга в глазах. Таким образом, жёлтый цвет вызывает фиолетовый, оранжевый — голубой, красный — зелёный и наоборот: таким образом, все промежуточные градации также взаимно вызывают друг друга».
Эвальд Геринг предложил оппонентную теорию цвета в 1892 году. Он считал, что красный, жёлтый, зелёный и синий цвета особенны тем, что любой другой цвет может быть описан как их смесь, и что они существуют в противоположных парах. То есть воспринимается либо красный, либо зеленый, и никогда — зеленовато-красный: хотя в теории цвета RGB жёлтый — это смесь красного и зелёного, глаз не воспринимает его как таковой. В 1957 году Лео Хурвич и Доротея Джеймсон предоставили количественные данные для теории Геринга об оппонентных цветах. Их метод назывался отменой оттенка. Эксперименты по подавлению оттенка начинаются с цвета (например, жёлтого) и пытаются определить, сколько противоположного цвета (например, синего) одного из компонентов начального цвета необходимо добавить, чтобы исключить любой намёк на этот компонент из начального цвета. В 1959 году Гуннар Сваэтичин и МакНикол сделали записи в сетчатке рыб и сообщили о трёх различных типах клеток: один ответил гиперполяризацией ко всем световым раздражителям независимо от длины волны и был назван клеткой светимости. Вторая клетка ответила гиперполяризацией на коротких волнах и деполяризацией на средних и длинных волнах. Она была названа клеткой цветности. Третья клетка, также клетка цветности, реагировала гиперполяризацией на довольно коротких длинах волн с пиком около 490 нм и деполяризацией на длинах волн более 610 нм. Гуннар Светичин и МакНикол назвали клетки цветности Жёлто-Синими и Красно-Зелёными клетками противоположных цветов. Подобные хроматически- или спектрально-оппонентные клетки, часто включающие пространственную оппозицию (например, красный «включенный» центр и зеленое «отключенное» окружение), были обнаружены в сетчатке позвоночных и латеральном коленчатом теле (LGN) в течение 1950-х и 1960-х годов Де Валуа и др., Визелом и Хабелом, и другими. Гуннар Сваетихин и МакНикол назвали хроматические клетки клетками противоположного цвета, красно-зелёными и жёлто-синими. В течение следующих трёх десятилетий о спектрально-противоположных клетках продолжали сообщать в сетчатке приматов и LGN. Для описания этих клеток в литературе используются различные термины, в том числе хроматически-оппонентные, спектрально-оппонентные, и просто оппонентные клетки.
Теория цвета оппонента может быть применена к компьютерному зрению и реализована в виде цветовой модели Гаусса и модели обработки естественного зрения.
Другие применили идею оппонентных стимуляций за пределами зрительных систем. В 1967 году Род Григг расширил эту концепцию, чтобы отразить широкий спектр оппонентных процессов в биологических системах. В 1970 году Соломон и Корбит расширили общую неврологическую модель оппонентного процесса Хурвича и Джеймсона, чтобы объяснить эмоции, наркоманию и мотивацию к работе.

## Критика и клетки дополнительных цветов
Существует много споров по поводу того, является ли теория оппонентного процесса лучшим способом объяснения цветового зрения. Было проведено несколько экспериментов со стабилизацией изображения (когда происходит потеря границ), которые дали результаты, предполагающие, что участники видели «невозможные» цвета или цветовые комбинации, которые люди не должны были видеть в соответствии с теорией оппонентной обработки. Однако многие критикуют этот результат за то, что он может быть просто иллюзорным опытом. Вместо этого критики и исследователи начали объяснять цветовое зрение ссылками на механизмы сетчатки, а не на оппонентную обработку сигналов, которая происходит в зрительной коре головного мозга.
По мере накопления записей отдельных клеток многим физиологам и психофизикам стало ясно, что противоположные цвета не могут удовлетворительно объяснить спектрально-противоположные реакции одной клетки. Например, Джеймсон и Д’Андраде проанализировали теорию противоположных цветов и обнаружили, что уникальные оттенки не соответствуют спектрально-противоположным ответам. Сам де Валуа резюмировал это так: «Хотя мы, как и другие, были больше всего впечатлены обнаружением клеток-оппонентов, в соответствии с предположениями Геринга, когда Zeitgeist в то время решительно выступал против этого понятия, самые ранние записи выявили несоответствие между перцептивными каналами оппонента Геринга-Хурвича-Джеймсона и характеристиками ответа клеток-оппонентов в ядре латерального коленчатого тела макаки». Вальберг вспоминает, что «среди нейрофизиологов стало обычным использовать цветовые термины, когда речь идет о клетках-оппонентах, например, в обозначениях „клетки, включенные красным“, „клетки, выключенные зелёным“…. В дебатах…. Некоторые психофизики были рады увидеть то, что они считали противоположностью, подтвержденной на объективном, физиологическом уровне. Следовательно, было продемонстрировано небольшое колебание в том, чтобы связать уникальные и полярные цветовые пары непосредственно с оппозицией колбочек. Несмотря на свидетельства обратного… до сих пор в учебниках повторяется неправильное представление о том, что восприятие уникальных оттенков связано непосредственно с оппонентными процессами на периферии колбочек. Аналогия с гипотезой Геринга была продолжена еще дальше, чтобы предположить, что каждый цвет в противоположной паре уникальных цветов может быть отождествлен либо с возбуждением, либо с торможением одного и того же типа клетки-оппонента». Вебстер и др. и Вюргер и др. убедительно подтвердили, что спектрально-противоположные ответы одной клетки не совпадают с оппонентными цветами уникальных оттенков.
Более поздние эксперименты показывают, что взаимосвязь между реакциями отдельных «цветоразностных» клеток и воспринимаемой цветовой противоположностью еще более сложна, чем предполагалось. Эксперименты Зеки и др., используя цветную мондриану Лэнда, показали, что, когда обычные наблюдатели видят, например, зелёную поверхность, которая является частью многоцветной сцены и которая отражает больше зелёного, чем красного света, она выглядит зелёной, а ее остаточное изображение — пурпурным. Но когда одна и та же зелёная поверхность отражает больше красного, чем зелёного света, она все равно выглядит зелёной (из-за работы механизмов цветового постоянства), а ее остаточное изображение по-прежнему воспринимается как пурпурное. Это относится и к другим цветам, и можно резюмировать, сказав, что подобно тому, как поверхности сохраняют свои цветовые категории, несмотря на широкомасштабные флуктуации энергетического состава длины волны отражённого от них света, цвет остаточного изображения, создаваемого видимыми поверхностями, также сохраняет свою цветовую категорию и, следовательно, также не зависит от длины волны и энергетического состава света, отражённого от наблюдаемого пятна. Другими словами, существует постоянство цветов остаточных изображений. Это еще больше подчёркивает необходимость более глубокого изучения взаимосвязи между ответами отдельных клеток-оппонентов и воспринимаемой цветовой противоположностью, с одной стороны, и необходимость лучшего понимания того, генерируют ли физиологические оппонентные процессы воспринимаемо-противоположные цвета или последние генерируется после генерации цветов.
В 2013 году Придмор утверждал, что большинство красно-зелёных клеток, описанных в литературе, на самом деле кодируют красно-голубые цвета. Таким образом, клетки кодируют дополнительные цвета, а не противоположные цвета. Придмор сообщил также о зелёно-пурпурных клетках сетчатки и V1. Таким образом, он утверждал, что красно-зелёные и сине-жёлтые клетки следует вместо этого называть «зелёно-пурпурными», «красно-голубыми» и «сине-жёлтыми» дополнительными клетками. Пример комплементарного процесса можно испытать, глядя на красный (или зелёный) квадрат в течение сорока секунд, а затем сразу же глядя на белый лист бумаги. Затем наблюдатель видит на чистом листе голубой (или пурпурный) квадрат. Это остаточное изображение дополнительного цвета легче объяснить с помощью теории трихроматического цвета, чем с помощью традиционной теории цвета RYB; в теории противоположного процесса усталость путей, продвигающих красный цвет, создает иллюзию голубого квадрата.

## Использованная литература
1. ↑  Michael Foster. A Text-book of physiology :  [англ.]. — Lea Bros. & Co, 1891. — P. 921. — «hering red-green yellow-blue young-helmholtz 0-1923.».
2. ↑  Kandel ER, Schwartz JH and Jessell TM, 2000. Principles of Neural Science, 4th ed., McGraw-Hill, New York. pp. 577-80.
3. ↑  Goethe's Color Theory (англ.). Vision science and the emergence of modern art. Архивировано 16 сентября 2008 года.
4. ↑  
Theory of Colours, paragraph #50 :  [англ.]. — 1810.
5. ↑  
Goethe on Colours. The Art-Union (англ.). 2 (18): 107. 1840-07-15. Архивировано 21 декабря 2017.
6. ↑  Hering E, 1964. Outlines of a Theory of the Light Sense. Cambridge, Mass: Harvard University Press.
7. ↑  Hurvich LM, Jameson D (November 1957). An opponent-process theory of color vision. Psychological Review (англ.). 64, Part 1 (6): 384–404. doi:10.1037/h0041403. PMID 13505974.
8. ↑  Sensation & Perception :  [англ.]. — third. — New York : Sinauer Associates, Inc., 2009. — ISBN 978-1-60535-875-8.
9. ↑  Svaetichin G, Macnichol EF (November 1959). Retinal mechanisms for chromatic and achromatic vision. Annals of the New York Academy of Sciences (англ.). 74 (2): 385–404. doi:10.1111/j.1749-6632.1958.tb39560.x. PMID 13627867. S2CID 27130943.
10. ↑  De Valois RL, Smith CJ, Kitai ST, Karoly AJ (January 1958). Response of single cells in monkey lateral geniculate nucleus to monochromatic light. Science (англ.). 127 (3292): 238–9. Bibcode:1958Sci...127..238D. doi:10.1126/science.127.3292.238. PMID 13495504.
11. ↑  Wiesel TN, Hubel DH (November 1966). Spatial and chromatic interactions in the lateral geniculate body of the rhesus monkey. Journal of Neurophysiology (англ.). 29 (6): 1115–56. doi:10.1152/jn.1966.29.6.1115. PMID 4961644.
12. ↑  Wagner HG, Macnichol EF, Wolbarsht ML (April 1960). Opponent Color Responses in Retinal Ganglion Cells. Science (англ.). 131 (3409): 1314. Bibcode:1960Sci...131.1314W. doi:10.1126/science.131.3409.1314. PMID 17784397. S2CID 46122073.
13. ↑  Naka KI, Rushton WA (August 1966). S-potentials from colour units in the retina of fish (Cyprinidae). The Journal of Physiology (англ.). 185 (3): 536–55. doi:10.1113/jphysiol.1966.sp008001. PMC 1395833. PMID 5918058.
14. ↑  Daw NW (November 1967). Goldfish retina: organization for simultaneous color contrast. Science (англ.). 158 (3803): 942–4. Bibcode:1967Sci...158..942D. doi:10.1126/science.158.3803.942. PMID 6054169. S2CID 1108881.
15. ↑  Byzov AL, Trifonov JA (July 1968). The response to electric stimulation of horizontal cells in the carp retina. Vision Research (англ.). 8 (7): 817–22. doi:10.1016/0042-6989(68)90132-6. PMID 5664016.
16. ↑  Gouras P, Zrenner E (January 1981). Color coding in primate retina. Vision Research (англ.). 21 (11): 1591–8. doi:10.1016/0042-6989(81)90039-0. PMID 7336591. S2CID 46225236.
17. ↑  Derrington AM, Krauskopf J, Lennie P (December 1984). Chromatic mechanisms in lateral geniculate nucleus of macaque. The Journal of Physiology (англ.). 357 (1): 241–65. doi:10.1113/jphysiol.1984.sp015499. PMC 1193257. PMID 6512691.
18. ↑  Reid RC, Shapley RM (April 1992). Spatial structure of cone inputs to receptive fields in primate lateral geniculate nucleus. Nature (англ.). 356 (6371): 716–8. Bibcode:1992Natur.356..716R. doi:10.1038/356716a0. PMID 1570016. S2CID 22357719.
19. ↑  Lankheet MJ, Lennie P, Krauskopf J (January 1998). Distinctive characteristics of subclasses of red-green P-cells in LGN of macaque. Visual Neuroscience (англ.). 15 (1): 37–46. CiteSeerX 10.1.1.553.5684. doi:10.1017/s0952523898151027. PMID 9456503.
20. ↑  Geusebroek JM, van den Boomgaard R, Smeulders AW, Geerts H (December 2001). Color invariance. IEEE Transactions on Pattern Analysis and Machine Intelligence (англ.). 23 (12): 1338–1350. doi:10.1109/34.977559.
21. ↑  Visual taxometric approach to image segmentation using fuzzy-spatial taxon cut yields contextually relevant regions // Information Processing and Management of Uncertainty in Knowledge-Based Systems :  [англ.]. — Springer International Publishing, 2014.
22. ↑  Barghout L, Lee L, "Perceptual information processing system", US 2004059754, published 25 March 2004
23. ↑  Vision: Global Perceptual Context Changes Local Contrast Processing, Updated to include computer vision techniques. :  [англ.]. — Scholars' Press, 21 February 2014.
24. ↑  Biologic Relativity :  [англ.]. — Chicago: Amaranth Books, 1967.
25. ↑  Solomon RL, Corbit JD (April 1973). An opponent-process theory of motivation. II. Cigarette addiction. Journal of Abnormal Psychology (англ.). 81 (2): 158–71. doi:10.1037/h0034534. PMID 4697797.
26. ↑  Solomon RL, Corbit JD (March 1974). An opponent-process theory of motivation. I. Temporal dynamics of affect. Psychological Review (англ.). 81 (2): 119–45. CiteSeerX 10.1.1.468.2548. doi:10.1037/h0036128. PMID 4817611.
27. ↑  Jameson K, D'Andrade RG (1997), It's not really red, green, yellow, blue: an inquiry into perceptual color space, Color Categories in Thought and Language, Cambridge University Press, pp. 295–319, doi:10.1017/cbo9780511519819.014, ISBN 9780511519819
28. ↑  De Valois RL, De Valois KK (May 1993). A multi-stage color model. Vision Research (англ.). 33 (8): 1053–65. doi:10.1016/0042-6989(93)90240-w. PMID 8506645.
29. ↑  Valberg A (September 2001). Corrigendum to "Unique hues: an old problem for a new generation". Vision Research (англ.). 41 (21): 2811. doi:10.1016/s0042-6989(01)00243-7. ISSN 0042-6989. S2CID 1541112.
30. ↑  Webster MA, Miyahara E, Malkoc G, Raker VE (September 2000). Variations in normal color vision. II. Unique hues. Journal of the Optical Society of America A (англ.). 17 (9): 1545–55. Bibcode:2000JOSAA..17.1545W. doi:10.1364/josaa.17.001545. PMID 10975364.
31. ↑  Wuerger SM, Atkinson P, Cropper S (November 2005). The cone inputs to the unique-hue mechanisms. Vision Research (англ.). 45 (25–26): 3210–23. doi:10.1016/j.visres.2005.06.016. PMID 16087209. S2CID 5778387.
32. ↑  Zeki S, Cheadle S, Pepper J, Mylonas D (2017). The Constancy of Colored After-Images. Frontiers in Human Neuroscience (англ.). 11: 229. doi:10.3389/fnhum.2017.00229. PMC 5423953. PMID 28539878.
33. ↑  Pridmore RW (16 октября 2012). Single cell spectrally opposed responses: opponent colours or complementary colours?. Journal of Optics (англ.). 42 (1): 8–18. doi:10.1007/s12596-012-0090-0. ISSN 0972-8821. S2CID 122835809.
34. ↑  Sensation and perception // Psychology: A Concise Introduction :  [англ.]. — 2. — Worth Publishers, 2009. — P. 92. — «color information is processed at the post-receptor cell level (by bipolar, ganglion, thalamic, and cortical cells) according to the opponent-process theory.». — ISBN 978-1-4292-0082-0.